# Židovská čtvrť (Česká Lípa)
Židovská čtvrť v České Lípě je lokalita v části města Česká Lípa vně východního okraje někdejších městských hradeb, kde se zhruba od počátku 16. století usazovali příslušníci místní židovské komunity. Jádro tohoto sídla lze vymezit podle ulic U Synagogy (dříve Tempelgasse, v roce 1600 poprvé jmenována jako Judengasse, tj. Židovská ulice, od 19. století též Synagogengasse, Judengraben či Niederer Judengraben neboli Židovský příkop, respektive Dolní Židovský příkop), dále křižovatky ulic U Synagogy s ulicí Moskevskou (dříve Kreuzgasse podle Křížové brány a kostela)) a ulice, která od této křižovatky pokračovala podél hradeb a hradebního příkopu severním směrem. Jedná se o ulici, od roku 1945 pojmenovanou Jiráskova, jejíž název je od počátku 17. století doložen jako Grabengasse (Na příkopě, Příkopy), později též Judengraben (Židovský příkop). V minulosti byla rozlišována horní a dolní část této ulice, oddělená odbočující Nerudovou ulicí. 

## Historie
Díky archeologickému průzkumu, který byl v této lokalitě prováděn při rozsáhlých demolicích na počátku 80. let 20. století, během nichž byla zbořena celá řada domů včetně někdejší židovské školy, byly v těchto místech nalezeny důkazy osídlení již z prehistorických dob.

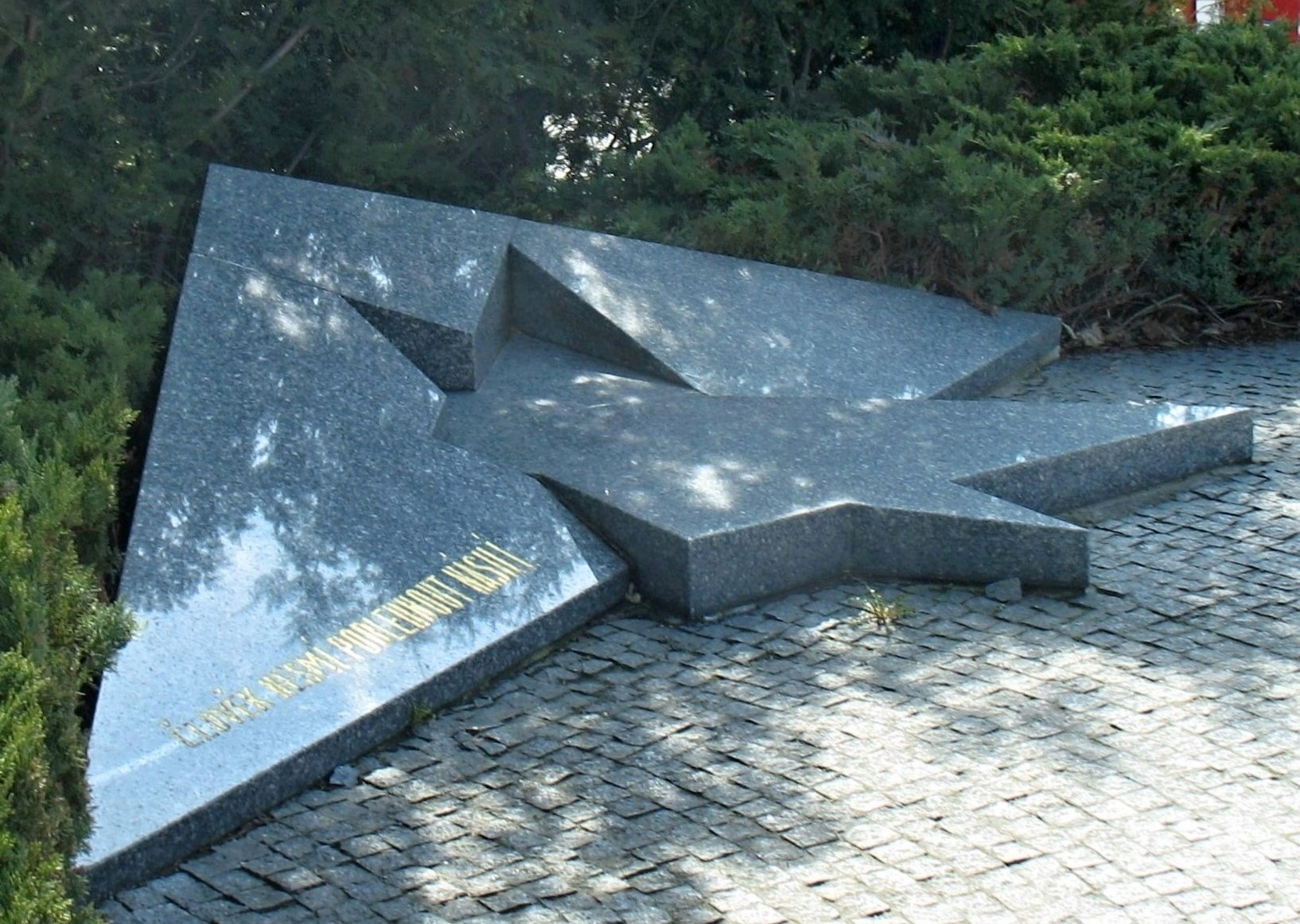
Památník v místech, kde stávala českolipská synagoga

Po výstavbě hradu Lipého ve druhé polovině 13. století na ostrově mezi rameny Ploučnice se v místech pozdější židovské čtvrti nacházelo jeho předhradí. Toto území se později po výstavbě a rozvoji města ocitlo vně městských hradeb a v dalších staletích bylo postupně osídleno převážně židovskými rodinami. Přesná doba vzniku židovské čtvrti v České Lípě není známa. V 19. století bylo při úpravě českolipského náměstí nalezeno staré pečetidlo, které historik F. B. Mikovec popsal jako obchodní pomůcku ze 14. století, která patřila Židovi jménem Rudigar. Pečetidlo bylo zapůjčeno na výstavu v Praze, kde se ztratilo, takže tento nejstarší důkaz o působení Židů v České Lípě nebylo možno dále zkoumat.

### Nejstarší zmínky
První konkrétní zápisy týkající se existence židovské komunity v České Lípě lze nalézt až v městské knize z roku 1529, tj. krátce po nástupu Ferdinanda I. Hasbsburského na český trůn. Po roce 1564, kdy český trůn získal Maxmilián I. Habsburský, nastalo určité uvolnění a Židé, kteří se v důsledku antisemitských projevů předchozího panovníka vystěhovávali z Čech, se začali opět vracet. Sám císař Maxmilián v roce 1571 navštívil pražskou židovskou čtvrť a při té příležitosti slíbil Židům záruky jejich klidného života v zemi, obchodování a podnikání. Zřejmě pod vlivem těchto událostí došlo k dalšímu rozvoji židovské čtvrti i v České Lípě a zakupování objektů, které původně byly jen nájemními domy. V urbáři je záznam, že 12. února 1586 zakoupil Simon, syn Jokufa, dům před Křížovou bránou poblíž Ploučnice a v tomto domě si zřídili Židé synagogu. V době, kdy bylo vnitřní město hustě zabydlené křesťany, se českolipští Židé začali sdružovat na Křížovém předměstí. Jelikož toto sídlo vzniklo za hradbami, nebylo na rozdíl od židovských ghett uvnitř měst nijak výrazně ohrazené. I v židovské čtvrti však některé domy patřily křesťanským majitelům, stejně jako se českolipští Židé později po uvolnění poměrů usazovali i v dalších částech města.
V 17. století bylo v České Lípě evidováno 11 domů patřících Židům, ovšem komunita byla velmi početná - na každý takový dům připadalo devět židovských rodin. Ačkoli majitel panství Arnošt František Karel z Kounic stanovil pravidla pro soužití křesťanů a Židů v České Lípě a umožnil Židům stavbu domů na vrchnostenských pozemcích, docházelo mezi těmito dvěma skupinami obyvatel ke kontroverzím, což je doloženo i z doby po jeho smrti v roce 1680, kdy se českolipského a novozámeckého panství ujal Karel Ferdinand z Valdštejna.

### Pogrom v roce 1744
Největší tragédií v životě českolipských Židů během období od 16. do 20. století byl pogrom, k němuž došlo 9. prosince 1744.

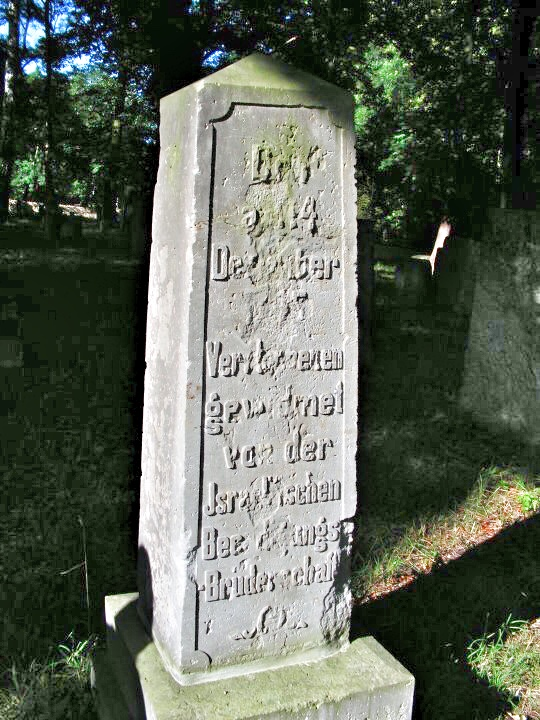
Obelisk na paměť 32 obětí pogromu z roku 1744

Během tzv. druhé slezské války docházelo v severních Čechách i v Praze k řadě pogromů a rabování, kdy rakouské jednotky, které měly pronásledovat Prusy, využívaly situace k přepadání ghett a k loupení židovského majetku. Oddíly pandurů a husarů přepadly českolipskou židovskou čtvrť krátce po vyrabování ghetta v Úštěku. K rabujícím vojákům se připojili křesťanští obyvatelé České Lípy, kteří se podíleli na podněcování vojáků k přepadení židovské čtvrti a během pogromu pobrali z židovských domů, obchodů a dílen veškeré zařízení. Při pogromu bylo zabito 32 židovských obyvatel České Lípy, českolipský rabín byl ztýrán a nakonec zastřelen, jeho tělo bylo pohozeno na náměstí.

### Uvolnění poměrů
Domy v českolipské židovské čtvrti byly na rozdíl od křesťanských označovány římskými číslicemi. V roce 1782 císař Josef II. zrušil povinnost Židů bydlet v ghettech a bylo jim povoleno kupovat si i křesťanské domy, ovšem v České Lípě se tyto změny prosazovaly jen pomalu. Centrem čtvrti byla Judengasse, Židovská ulice (dnes ulice U Synagogy). V dolní části ulice Judengraben (Židovský příkop, nyní Jiráskova), směřující vně hradeb od Křížové k Mariánské bráně, bylo před velkým celoměstským požárem z roku 1787 celkem 7 židovských domů, Židé zde ovšem bydleli i v některých křesťanských domech. Podobně tomu bylo i v Křížové ulici (Kreuzgasse, od roku 1946 Moskevská), a to jak v části směřující od křižovatky do Staré Lípy, tak později, od 19. století, i v její horní části, v centru města.
V polovině 19. století - nepočítáme-li situaci v Praze - byla českolipská židovská komunita sedmou nejpočetnější židovskou obcí v Čechách. Pokud jde o národnostní složení, byli Židé hned po Němcích druhou nejpočetnější skupinou obyvatel České Lípy.

### Zánik židovské čtvrti

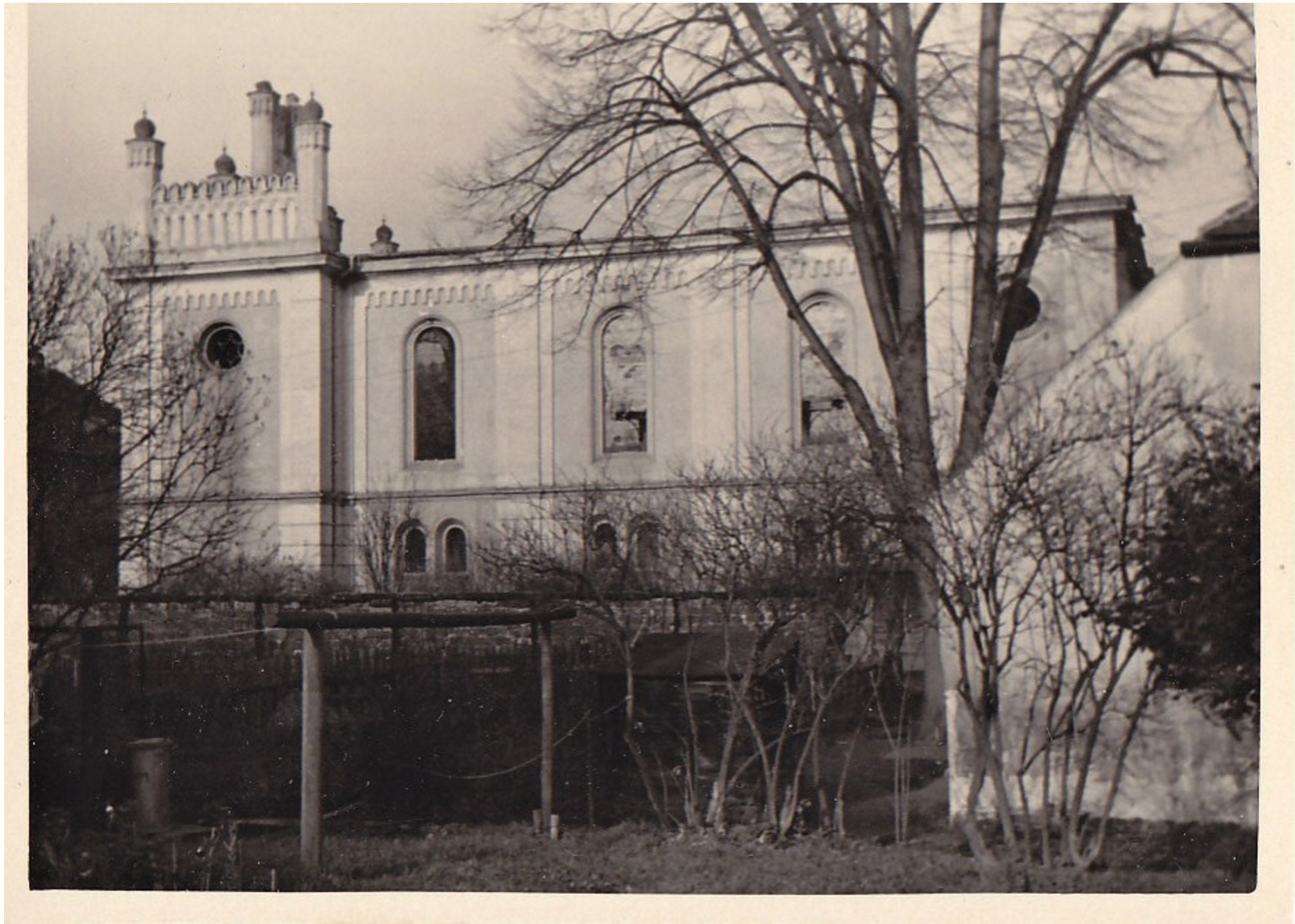
Českolipská synagoga na snímku z roku 1920

Novou synagogu, která v roce 1864 nahradila starší modlitebnu, vypálili místní nacisté 11. listopadu 1938. Na jaře roku 1939 němečtí představitelé města přejmenovali někdejší Tempelgasse na Stürmergasse. Stalo se tak na počest názvu nacistického týdeníku Der Stürmer, v jehož záhlaví se tradičně vyskytovalo motto Die Juden sind unser Unglück! (Židé jsou naše neštěstí!).
Nastalo období soustavné perzekuce židovského obyvatelstva České Lípy, kterou mj. ilustrují události související s návštěvou Adolfa Hitlera v České Lípě dne 15. března 1939. Toho dne ráno, krátce poté, kdy v Berlíně donutil Emila Háchu podepsat souhlas s německou okupací zbytku Československa, vyrazil Adolf Hitler vlakem do České Lípy, odkud pak po krátkém zastavení pokračoval do Prahy. Českolipští Židé byli před Hitlerovým příjezdem nahnáni k městskému nádraží, kde byli donuceni zubními kartáčky čistit tehdejší Libereckou ulici (od roku 1945 se jmenuje Mimoňská) až k závorám. Dodejme, že v roce 1930 se v České Lípě k židovské národnosti hlásilo zhruba 400 obyvatel, z nichž období druhé světové války přežily jen asi dvě desítky.
Ulice U Synagogy po demolicích z počátku 80. let 20. století a následné výstavbě nové silnice v roce 1982 zcela ztratila svou historickou podobu. V téže době byl zlikvidován i někdejší Nový židovský hřbitov. Stalo se tak v rámci přestavby města a výstavby sídlišť pro nové obyvatelstvo, které přicházelo do České Lípy v souvislosti s rozvojem těžby uranu v tomto regionu.

## Zajímavosti

### Hostince v židovské čtvrti
V českolipské židovské čtvrti, jejíž domy byly na rozdíl od ostatních označovány římskými číslicemi, měli místní obyvatelé také své hostince. Z roku 1835 je zpráva o hostinci "Beim Seidel" ("U Seidela"") v Křížové ulici, což je dům čp. 639 v dnešní Moskevské ulici poblíž křižovatky s ulicemi Jiráskovou a U Synagogy. Ve vedlejší budově (čp. 640 v Moskevské ulici) býval v 19. století velký zájezdní hostinec "Beim Pilken", později přejmenovaný na "Zum Kaiser von Österreich" ("U císaře rakouského"). Židé měli také své místní nálevny a kořalní výčepy, například v Mariánské ulici (Frauenstraße) nebo v čp. IX v ulici U Synagogy. V době tzv. první republiky se bohatí židovští obchodníci scházeli také v nedaleké kavárně Union.

### Českolipský geolog v Novém světě?
V Nerudově ulici v České Lípě existuje tzv. Gansův dům, což je objekt, který v roce 1884 zakoupil bohatý obchodník Salomon Gans a následně jej nechal přebudovat na židovský chudobinec. Kořeny českolipské židovské rodiny Gansů sahají zřejmě hluboko do minulosti. Je zaznamenáno, že v roce 1585 vyplula z anglického Plymouthu výprava, která měla v Karolíně na východním pobřeží Nového světa založit první bělošskou osadu. Členem této výpravy byl jistý Jáchym Gans z České Lípy, znalec nerostů, který se v Novém světě věnoval geologické prospekci. Výprava ovšem nesplnila svůj cíl, neboť se její účastníci museli potýkat s nedostatkem potravin i s místními indiány. Po dvou letech se Gans vrátil do Anglie, kde pracoval v měděných dolech. Po dalších peripetiích se Jáchym Gans vrátil do Čech a v České Lípě si zakoupil dům. Někteří autoři považují Jáchyma Ganse za prvního českého, respektive židovského geologa v Novém světě (tj. v Severní Americe).
Dr. Alexandr Putík, předný český židovský historik a genealog a odborný pracovník Židovského muzea v Praze však tuto hypotézu v r. 2021 v ročence Bezděz vyvrátil jako neobstojnou s historickými prameny.

## Galerie

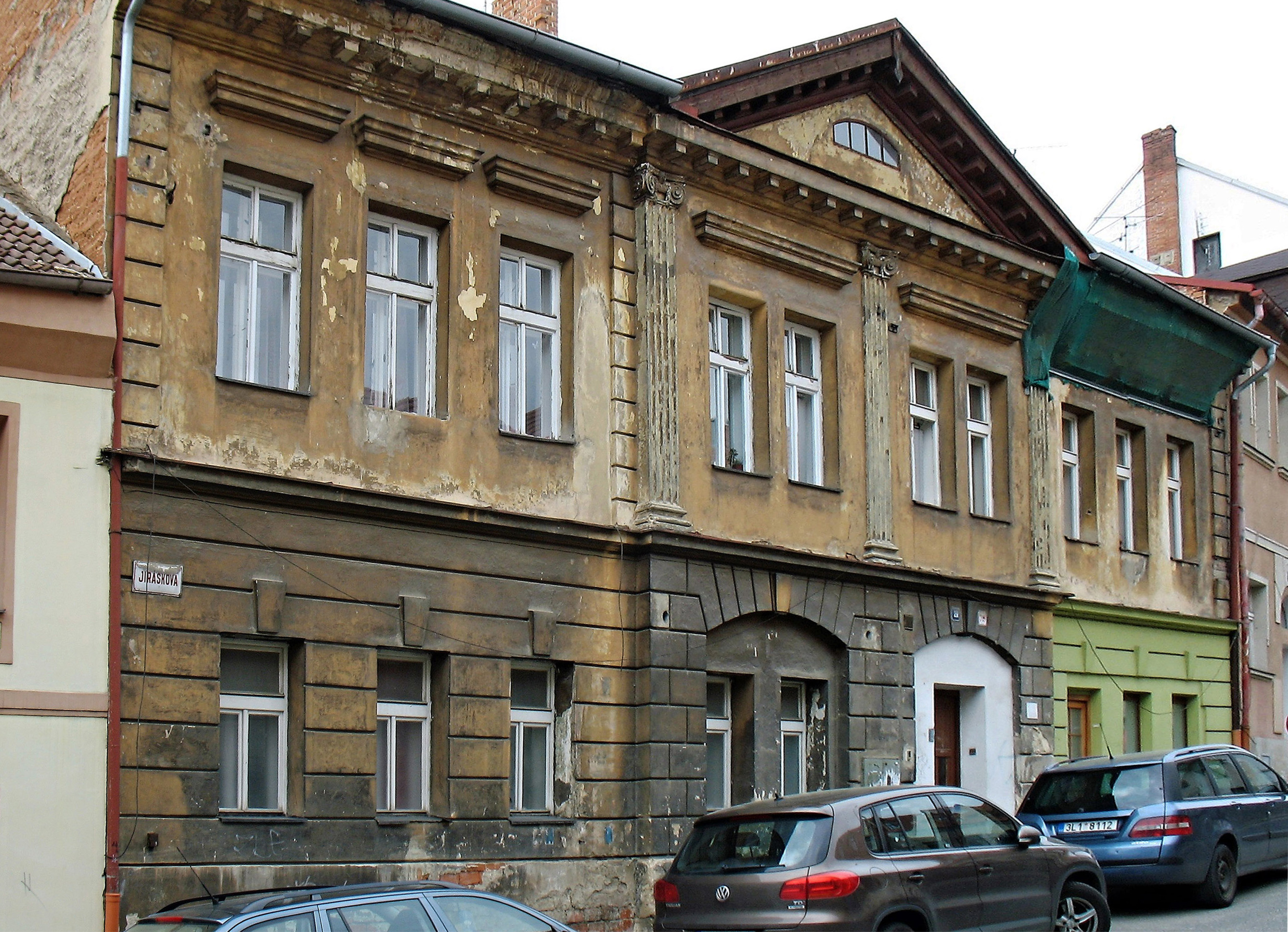
Památkově chráněný Brumofův dům ve střední části Jiráskovy ulice
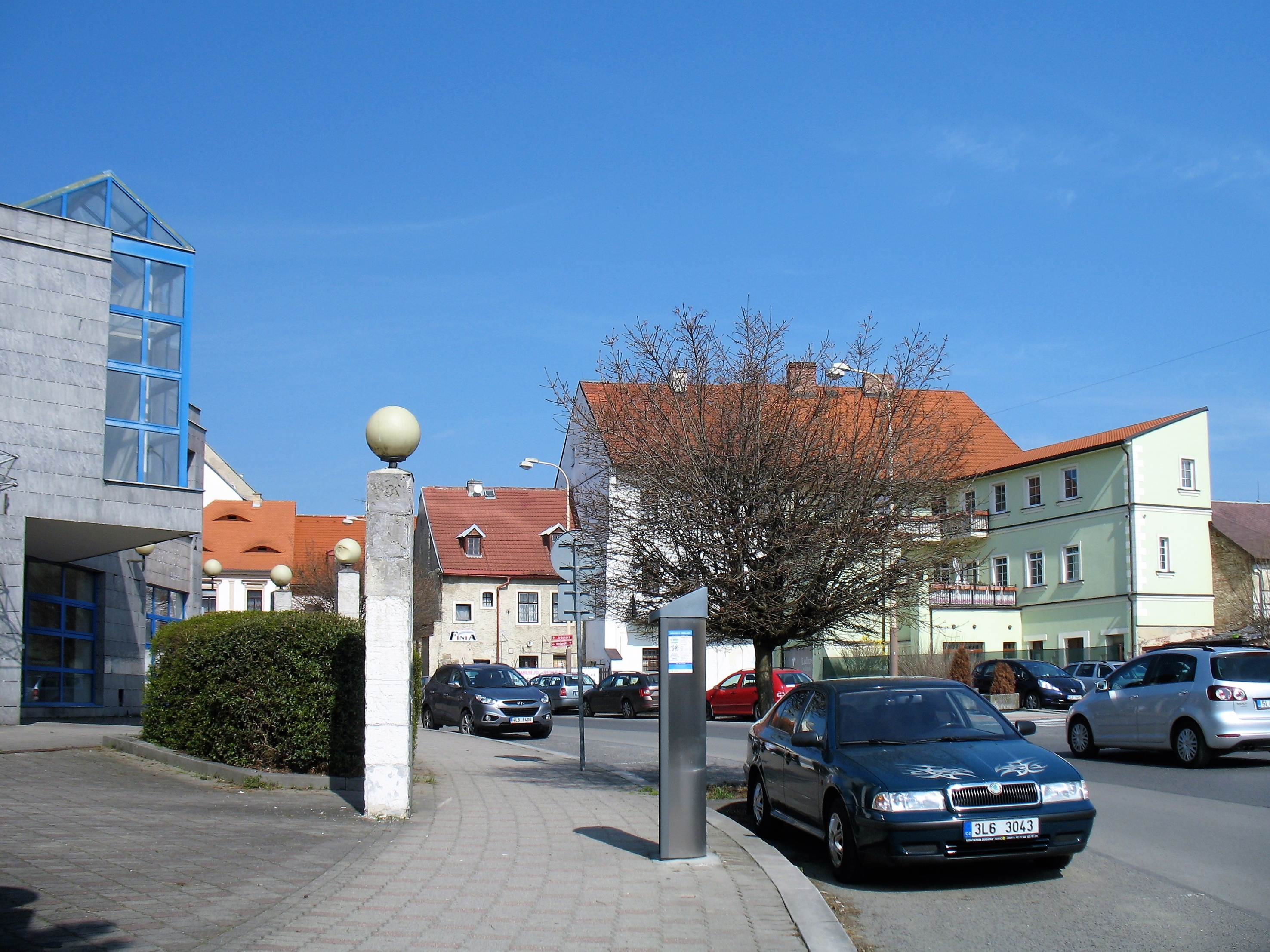
Prázdná místa po židovských domech a nová výstavba v ulici U Synagogy
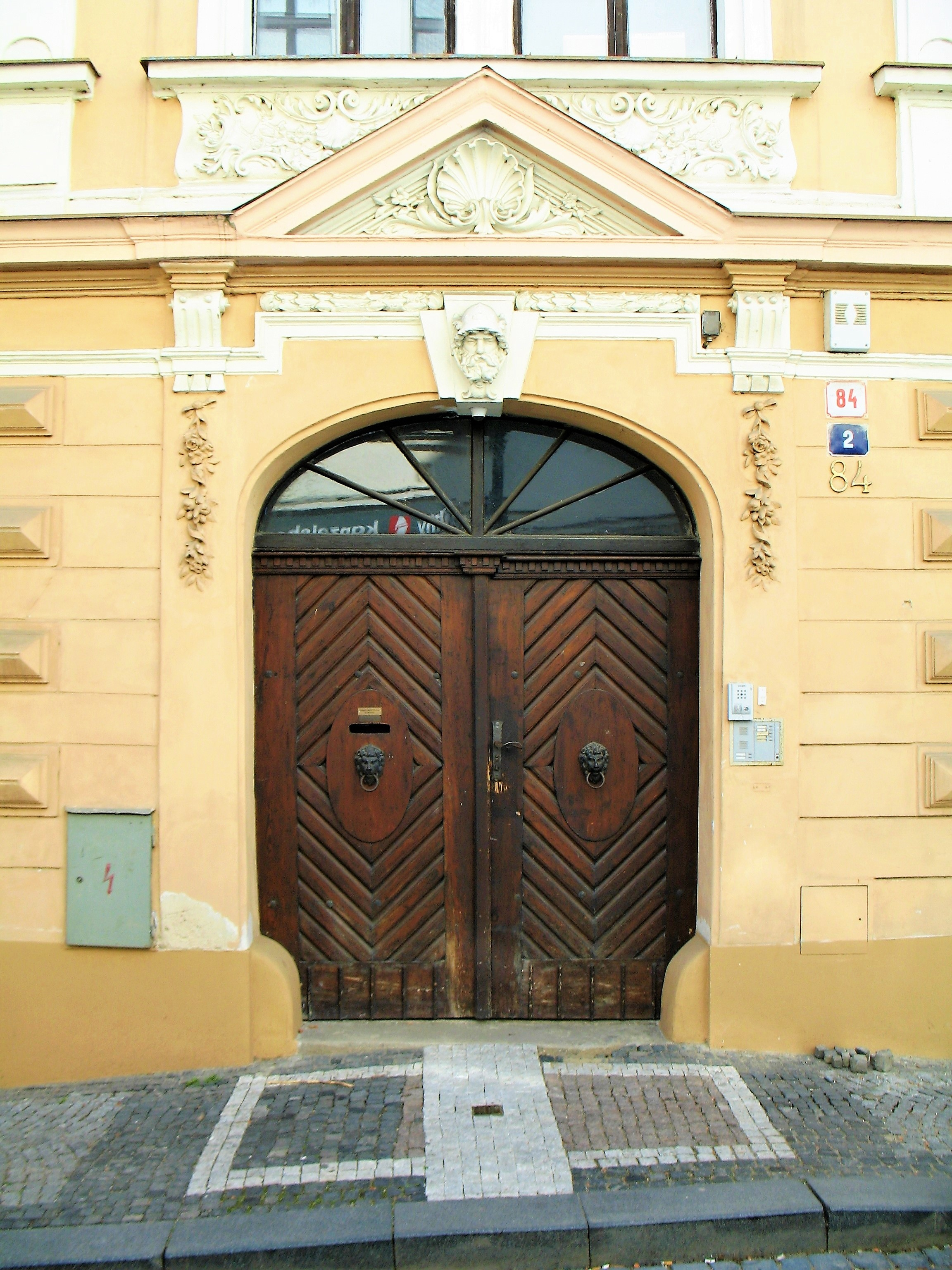
Kámen zmizelých se jménem Terezy Adlerové před čp. 82 v Moskevské ulici
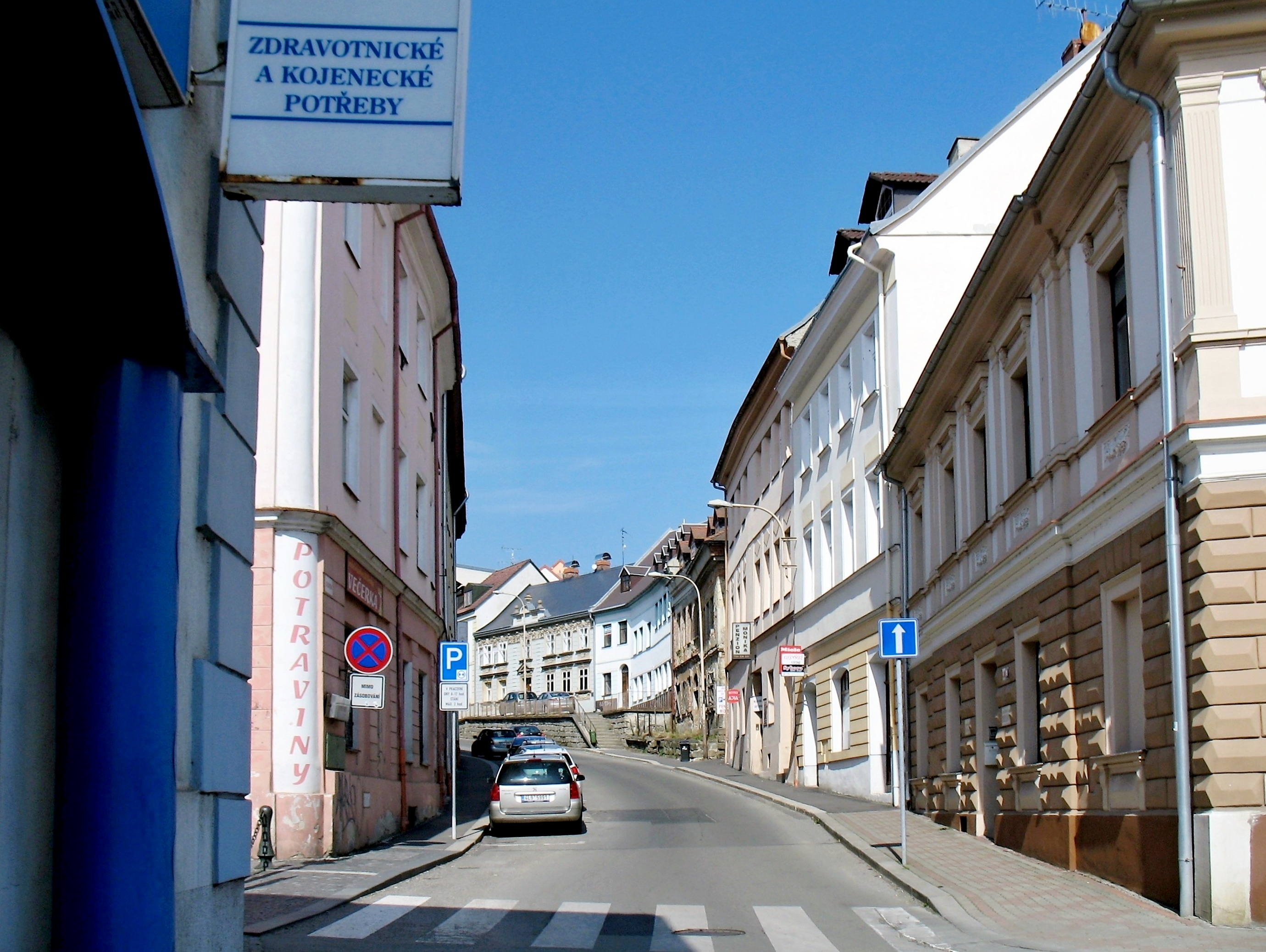
Dolní část Jiráskovy ulice od křižovatky ulic Moskevské a U Synagogy
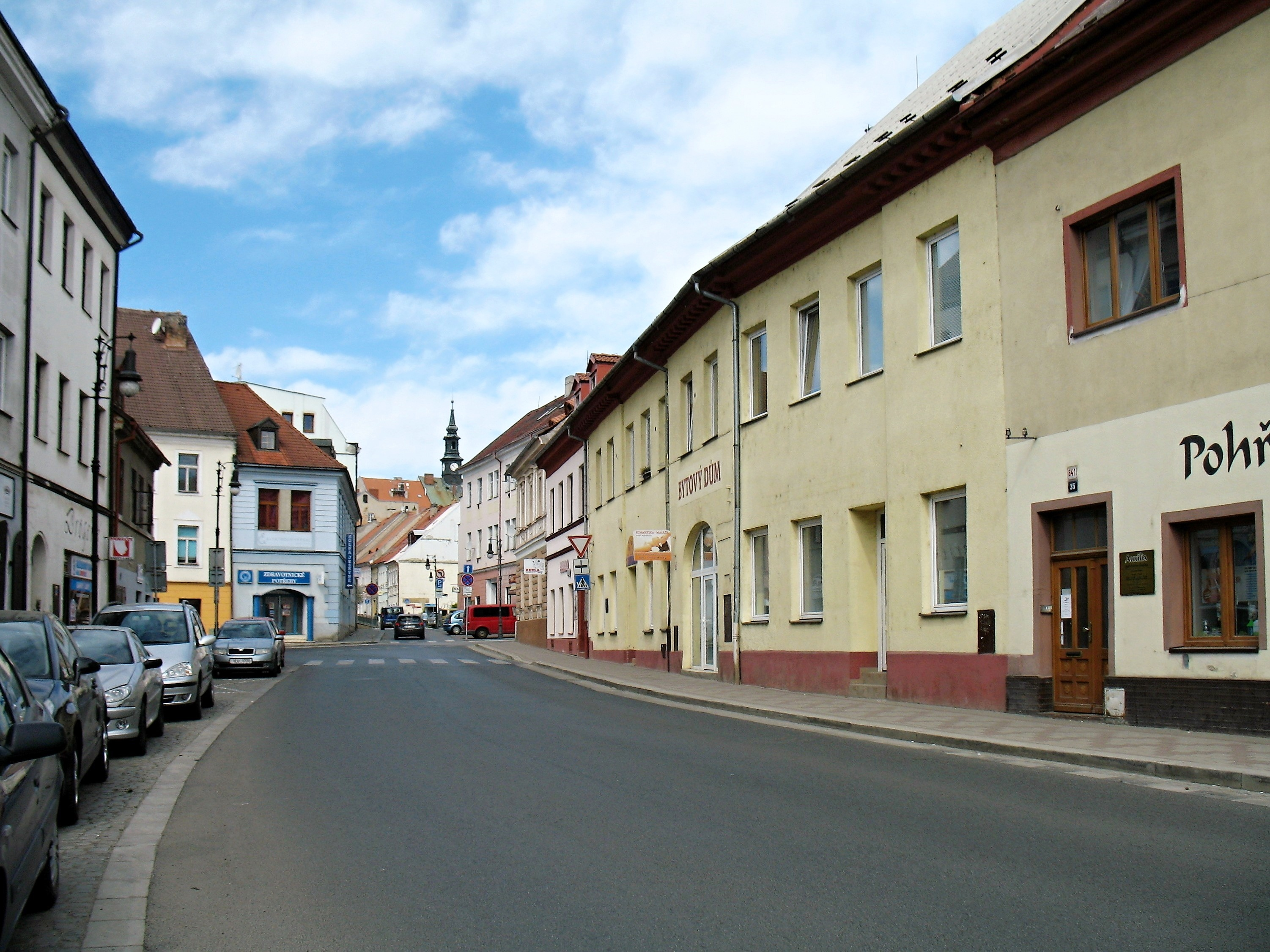
Budovy bývalých židovských hostinců "U císaře rakouského" (vpravo) a "U Seidela"